# TAFIC FC Francistown
Der Tati African Football Independent Club Football Club, auch einfach nur TAFIC FC genannt, ist ein Fußballverein aus Francistown, Botswana.

## Geschichte
Der Verein wurde 1959 gegründet und spielte meistens in der ersten oder zweiten Spielklasse des Landes. Der größte Erfolg war 2002 der Gewinn des Botswana FA Challenge Cup. Bereits 1993 konnte er am African Cup Winners’ Cup – dem damals zweitwichtigsten afrikanischen Fußballwettbewerb für Vereinsmannschaften – teilnehmen, schied aber bereits in der ersten Spielrunde aus. Nach dem Abstieg 2014 aus der ersten Liga spielt TAFIC FC Francistown in der Botswana First Division North.

## Erfolge
- Botswanischer Pokalsieger: 2002

## Stadion
Der Verein trägt seine Heimspiele im Francistown Stadium in Francistown aus. Das Stadion hat ein Fassungsvermögen von 26.500 Personen.

## Statistik in den CAF-Wettbewerben
| Wettbewerb                    | Runde         | Gegner              | Hinspiel | Rückspiel |  |
| ----------------------------- | ------------- | ------------------- | -------- | --------- |  |
|                               |               |                     |          |           |  |
| African Cup Winners’ Cup 1993 | Qualifikation | Liverpool Okahandja | 1:1 (A)  | 0:1 (H)   |  |